# Elfviksleden

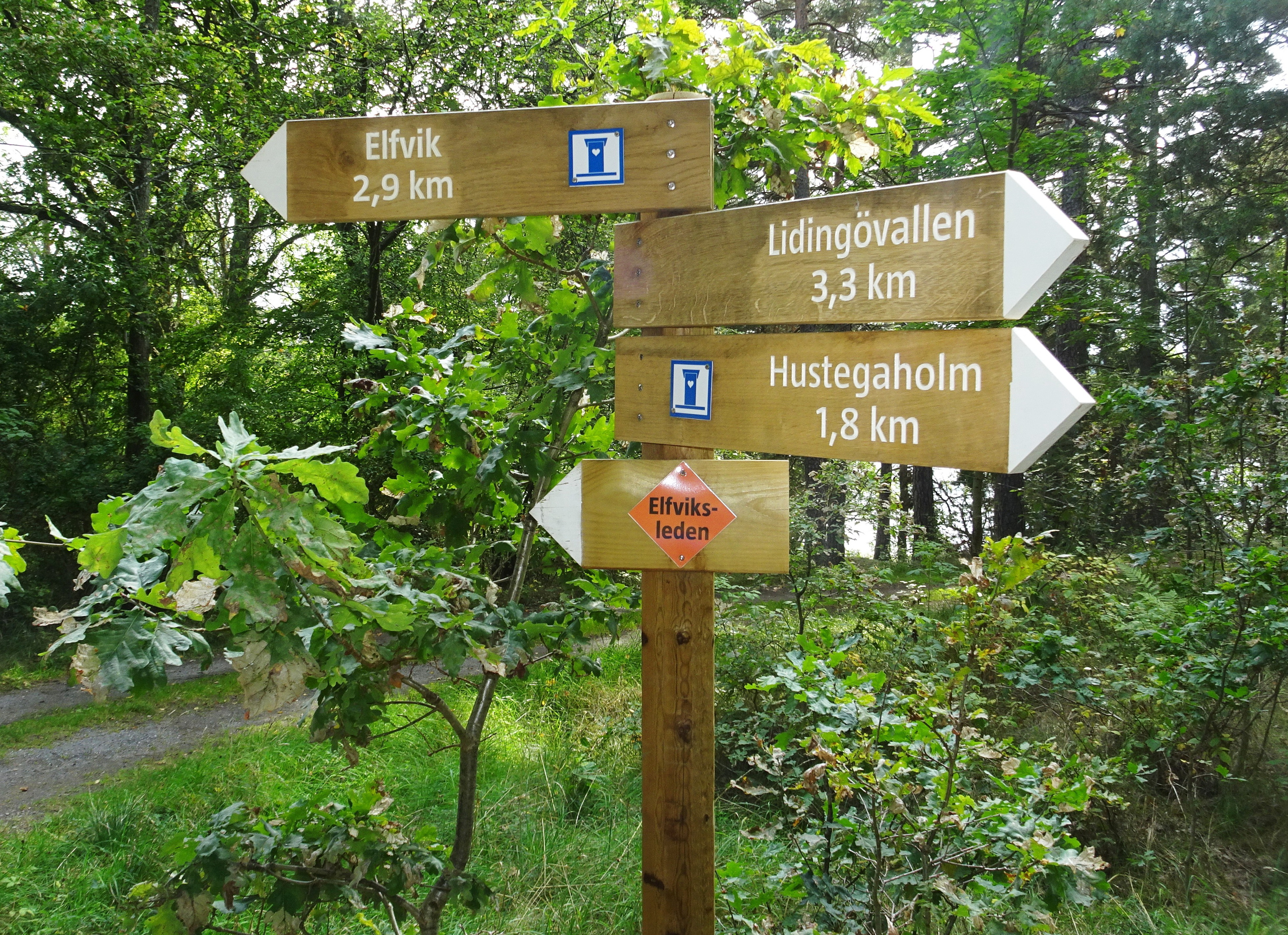
Vägvisare vid Östra Yttringe gård, september 2021.

Elfviksleden kallas en nio kilometer lång vandringsled. Den sträcker sig längs med norra Lidingön, från Lidingö centrum till Elfviks udde i Lidingö kommun.

## Allmänt
Elfviksleden invigdes den 4 juni 2012 av Ida Drougge dåvarande ordförande för Lidingö stads tekniska nämnd. Under mottot ”från stad till skärgård” var det meningen att erbjuder dem som vandrar på leden allt från tättbebyggd stadsmiljö med kulturhistoriskt intressant arkitektur till vacker skärgårdsnatur med vida vyer över vikar och fjärdar. En vandring på Elfviksleden är även en vandring genom Lidingös historia. 
Elfviksleden är inte helt nyanlagd. Stora delar existerade redan förut i form av olika promenadstråk och utgörs exempelvis längs Kyrkviken av Lidingöloppets spår. Hela sträcken rustades upp, kompletterades med bland annat grill- och rastplatser och fick enhetlig markering genom orangea plåtskyltar med påskrift ”Elfviksleden”. Natur- och parkenheten vid Lidingö stad stod för det praktiska arbetet. 
I och med upprustningen av Elviksleden har kommunen även tagit fram en vandringskarta med sevärdheter och rastplatser. Från Lidingö centrum till Kyrkviken är underlaget asfalterad gång- och cykelväg, därefter grusad vandringsled med asfalterade avsnitt. Elviksleden är ingen rundvandring och kan gärna tas etappvis. Framkomligheten uppges som ”lätt” samt ”barnvagns- och cykelvänlig”.

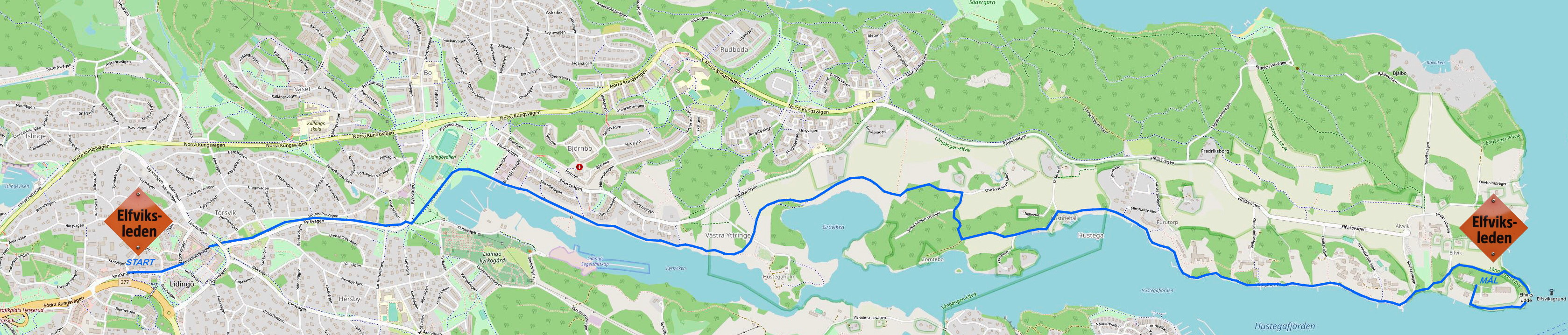
Översiktskarta

## Beskrivning (från väster till öster)

### Från Lidingös stadshus till Kyrkviken
Startpunkten är strax norr om Lidingö stadshus vid Lidingö centrum där vandringen börjar på Stockholmsvägen som inom centrumanläggningen är utbyggd som en affärskantad gågata. Man passerar under Lejonvägen och går på en parkväg parallellt med Kyrkvägen österut. Till höger och vänster märks två äldre bostadshus: Centralpalatset från 1913 och Vasaborgen från 1923. Framför Vasaborgen ligger Hästskojarparken uppkallad efter skulpturen Hästskojaren av Sven Lundqvist, rest 2008.
Sedan följer man i princip på Norra Lidingöbanans numera upprivna spår, idag en separat gång- och cykelväg. På vänster sida ligger Vattängens gård där Lidingö villastad hade sitt kontor i början av 1900-talet. Kort därefter möter man före detta Hersbyholm, Norra Lidingöbanans enda kvarvarande stationshus, idag restaurang. Efter knappt 200 meter syns Telefonvillan från 1911, som var den unga villastadens telefon-, post- och telegrafstation. Intill ligger Norra Lidingöbanans gamla vagnhall, numera squashhall med restaurang, hotell och gym. Därefter passerar man Näsets kvarn, en väderkvarn som tillhört Hersby gård och Kvarnskolan från 1875 som var en av de första för sitt ändamål byggda skolhusen på Lidingö. Rakt fram ligger nu Kyrkvikens inre del och Lidingövallen. Till höger syns Lidingö kyrka.

Lidingös stadshus – Kyrkviken
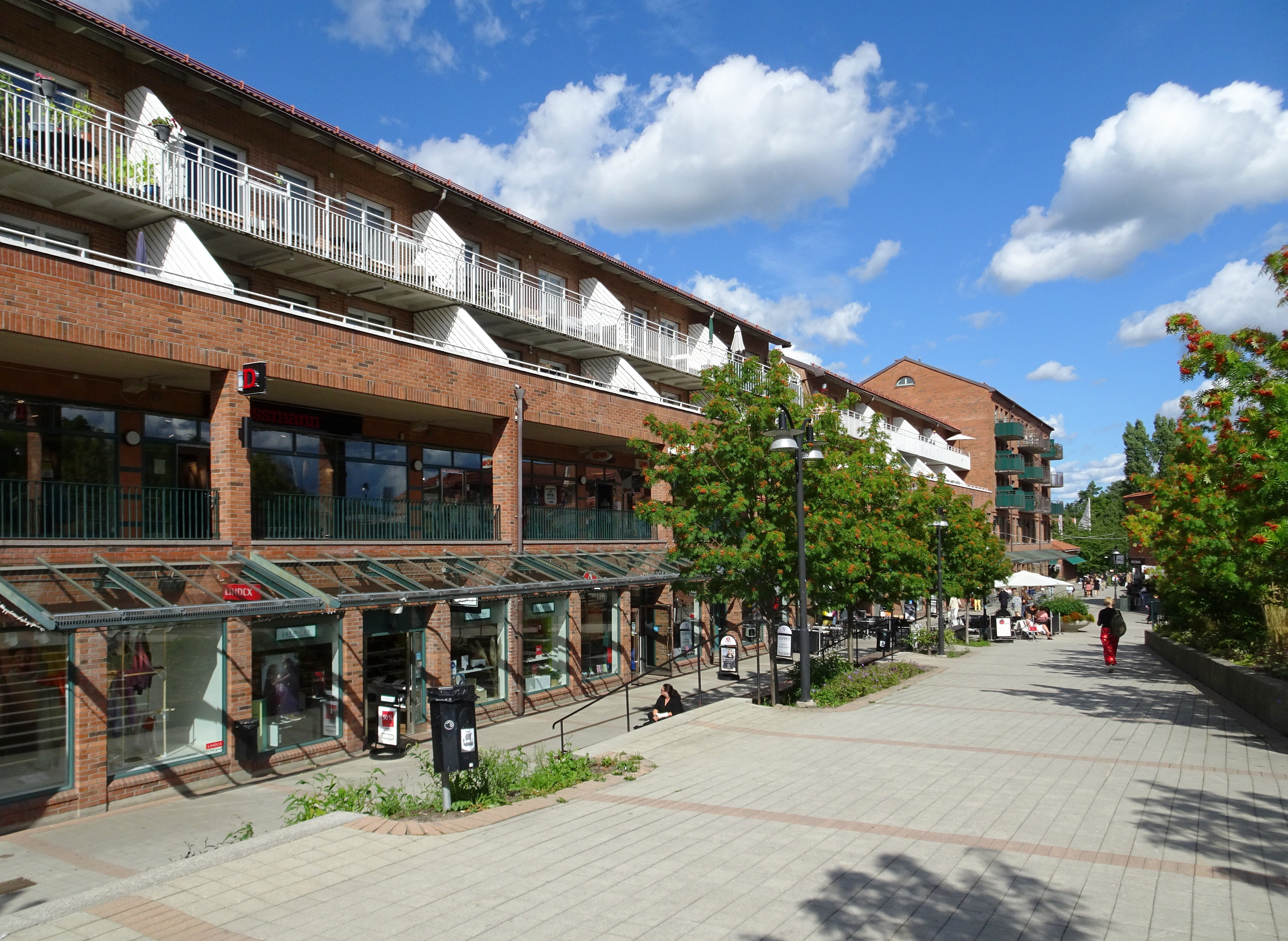
Lidingö centrum, Stockholmsvägen.
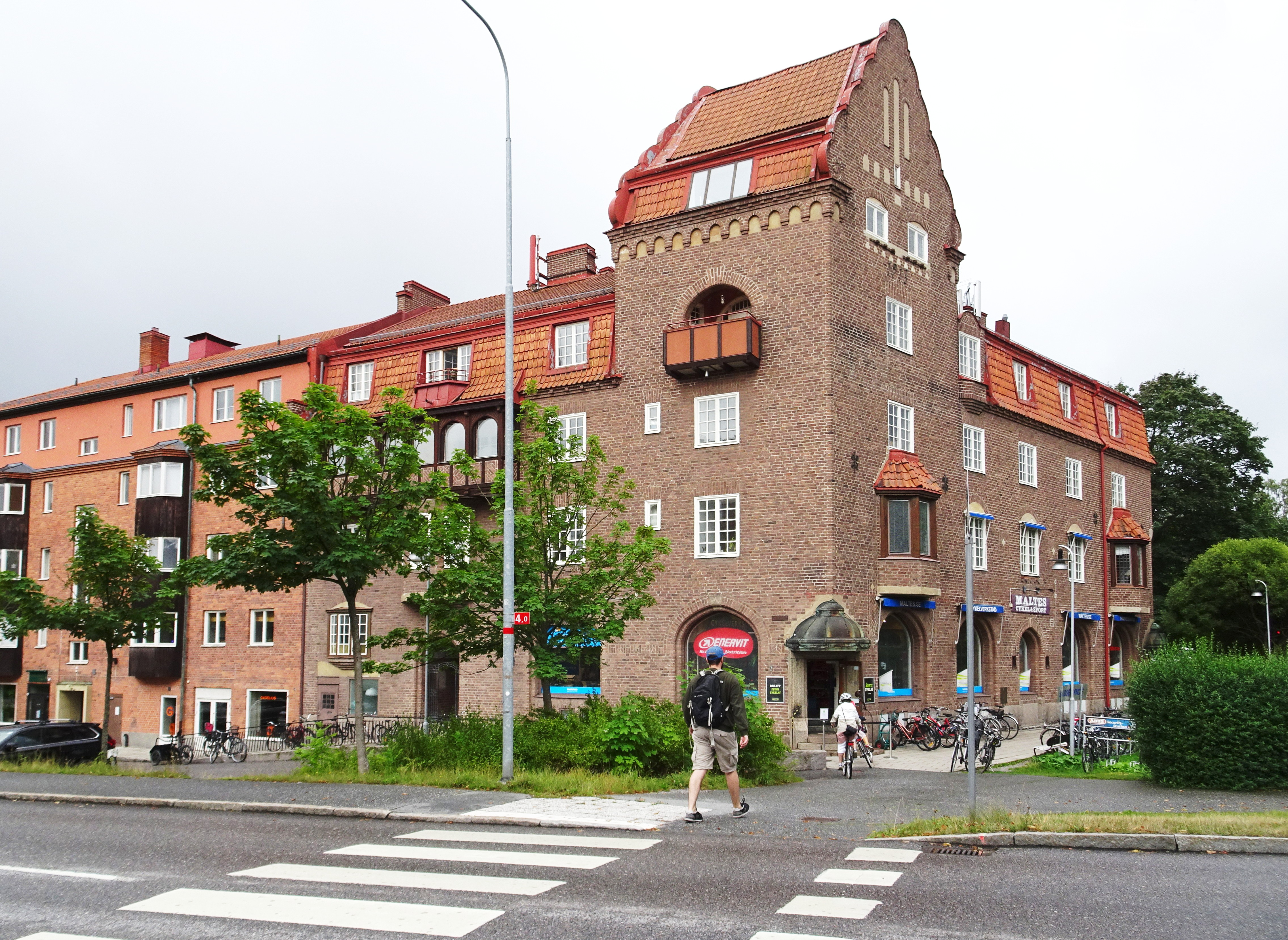
Centralpalatset.
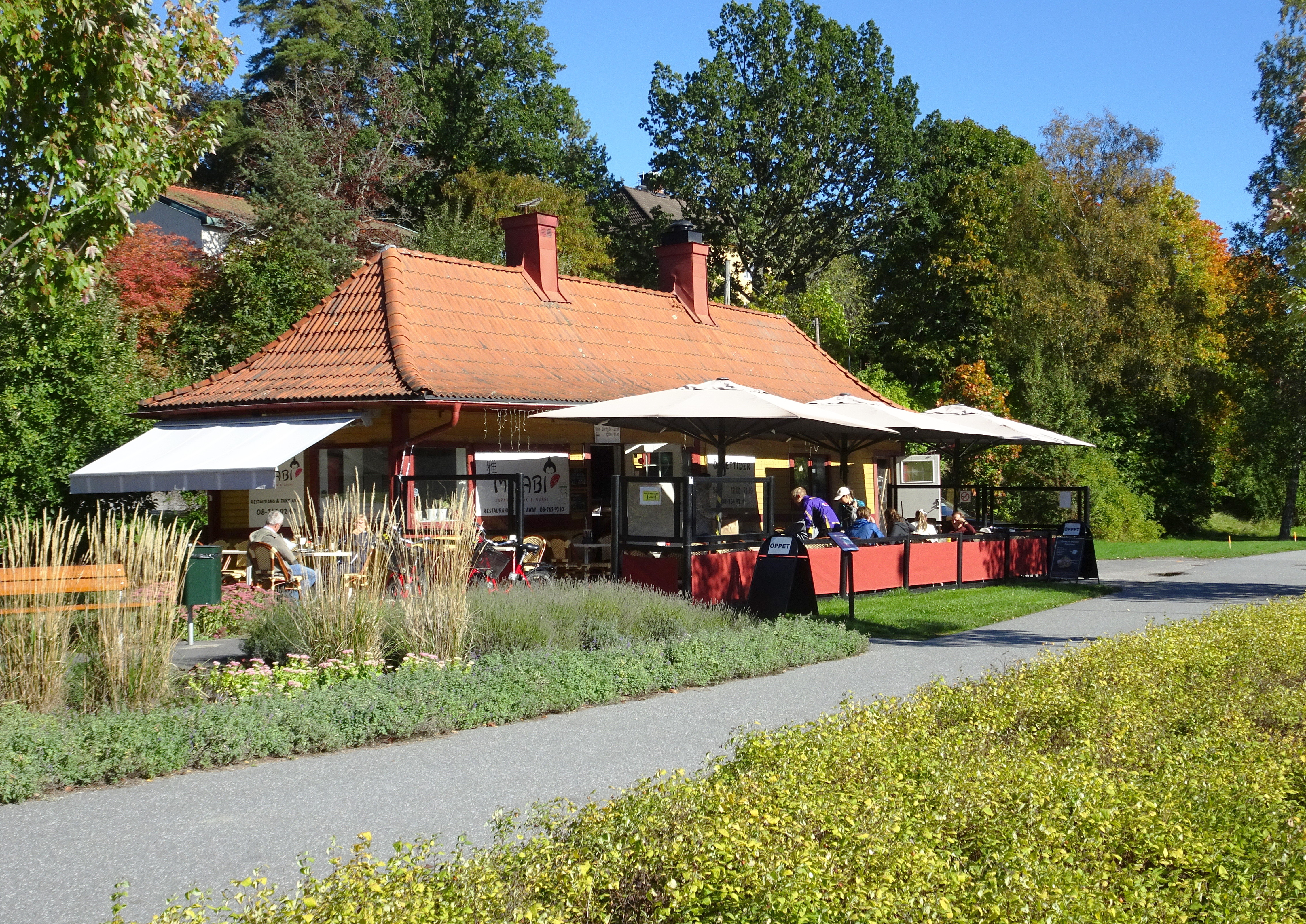
Före detta stationshuset "Hersbyholm".
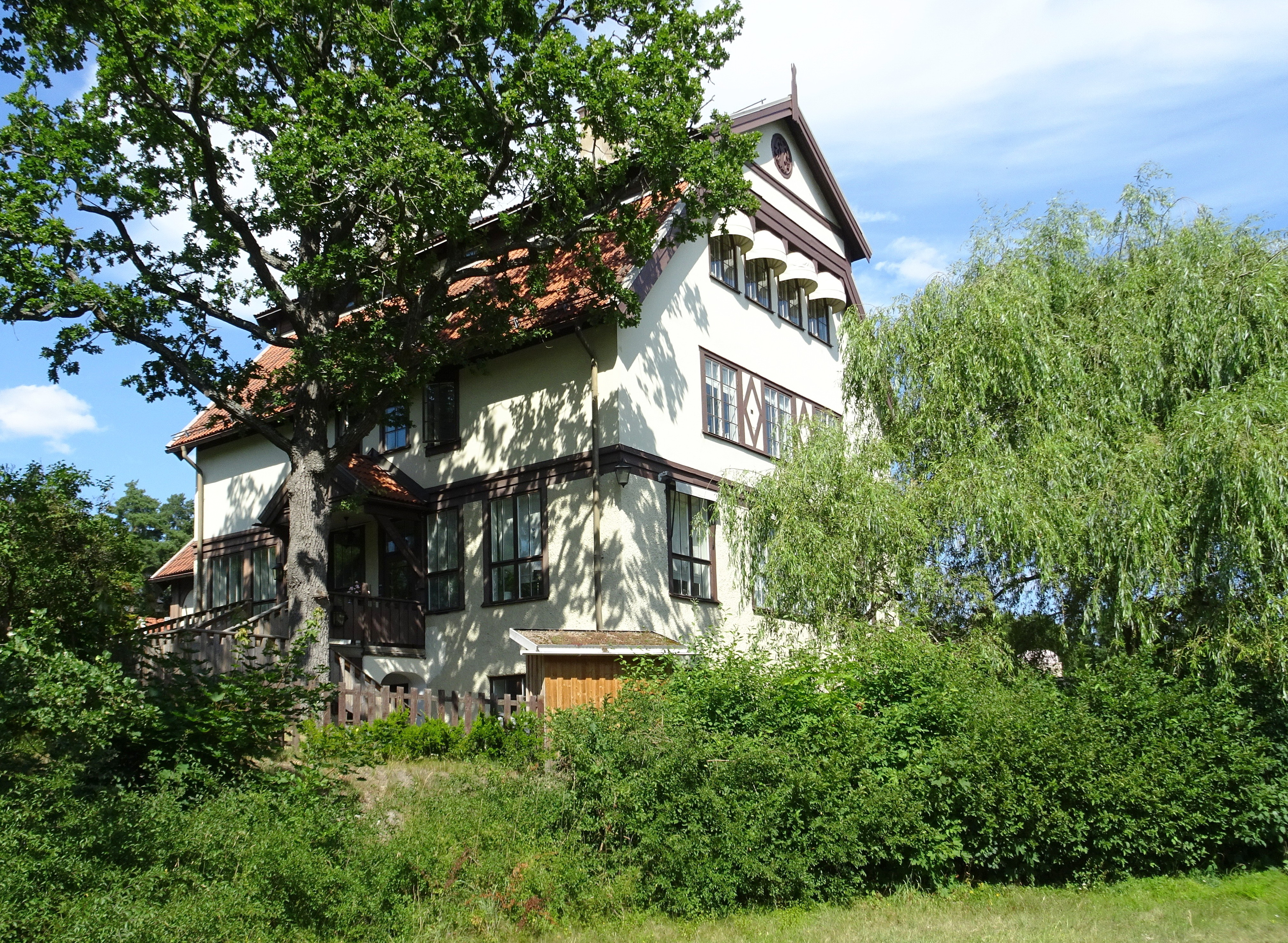
Telefonvillan.
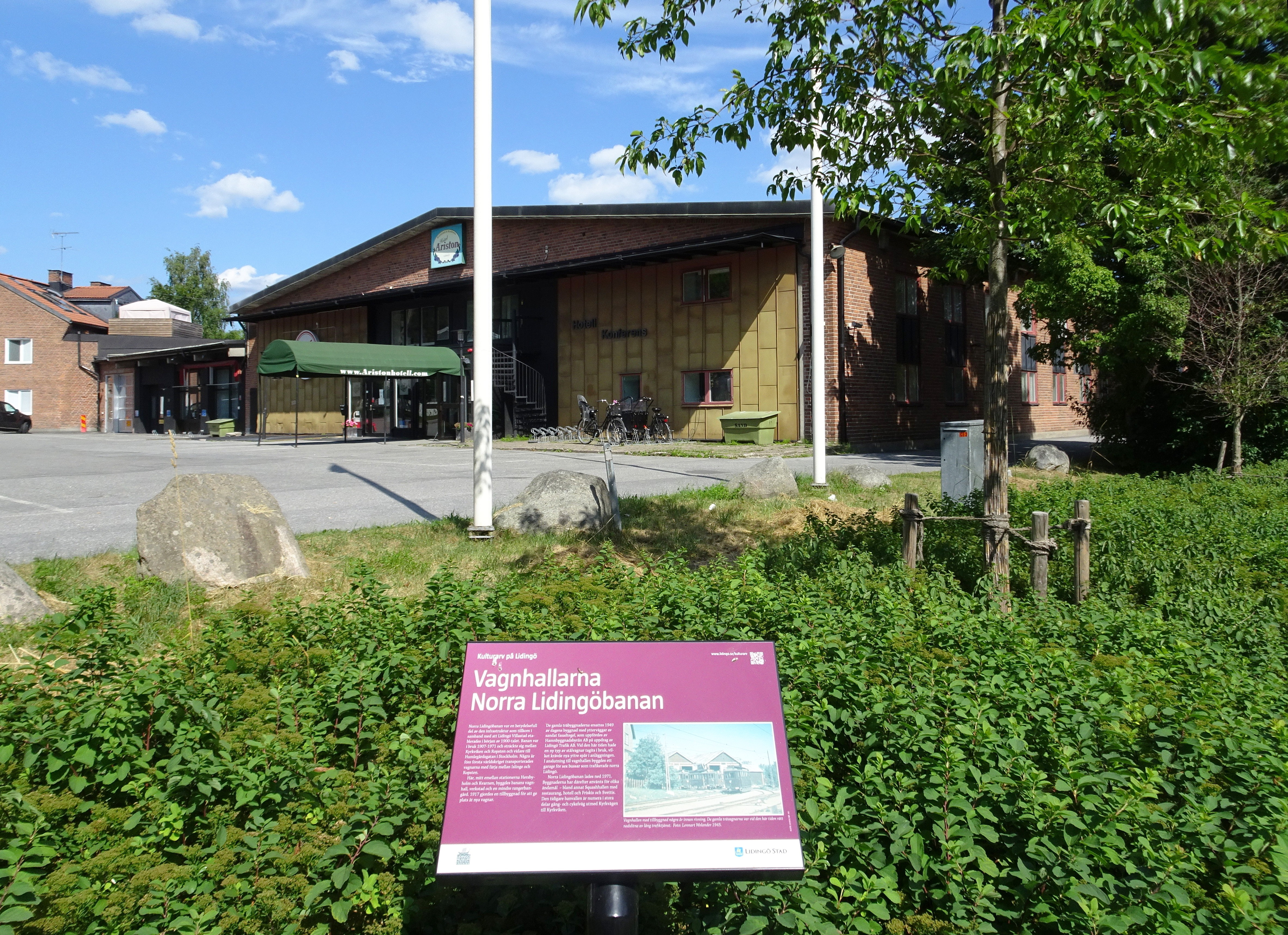
Norra Lidingöbanans före detta vagnhall.

### Från Kyrkviken till Hustegaholm
I det inre av Kyrkviken låg traditionellt den så kallade kyrkbryggan för besökare som skulle till Lidingö kyrka och kom med båt. Vandringen fortsätter sedan längs med Kyrkvikens norra sida där man passerar en mäktig naturminnesmärkt ek som är en av två naturminnen på Lidingön, båda är ekar vid Kyrkviken. De fridlystes 1969, den större hade då ett stamomkrets på 684 centimeter (mätt i brösthöjd). Efter naturminnet ligger på höger hand Kyrkvikens enda ö; Boholmen. Via en bro kan man göra en avstickare dit. Här har kommunen iordningställd rast- och grillplats.
Högt upp till vänster skymtar Villa Gadelius ritad 1961 av arkitekt Ralph Erskine för affärsmannen Taro Gadelius. Därefter syns rödmålade Villa Rudalid, en typisk sommarvilla från 1900-talets början, idag plats för en Montessori förskola. Villans tomt var ursprungligen mark som hörde till Rudboda gård. Strax öster om villan passerar man gränsen till Långängen-Elfviks naturreservat och når Hustegaholm. Man kan göra en intressant omväg dit, men Elfviksleden svänger innan Hustegaholm norrut och korsar Hjalmar Arwins väg, en vacker lindallé uppkallad efter Hjalmar Arwin, som grundade Lidingö villastad och hade Hustegaholm som sommarbostad.

Kyrkviken – Hustegaholm
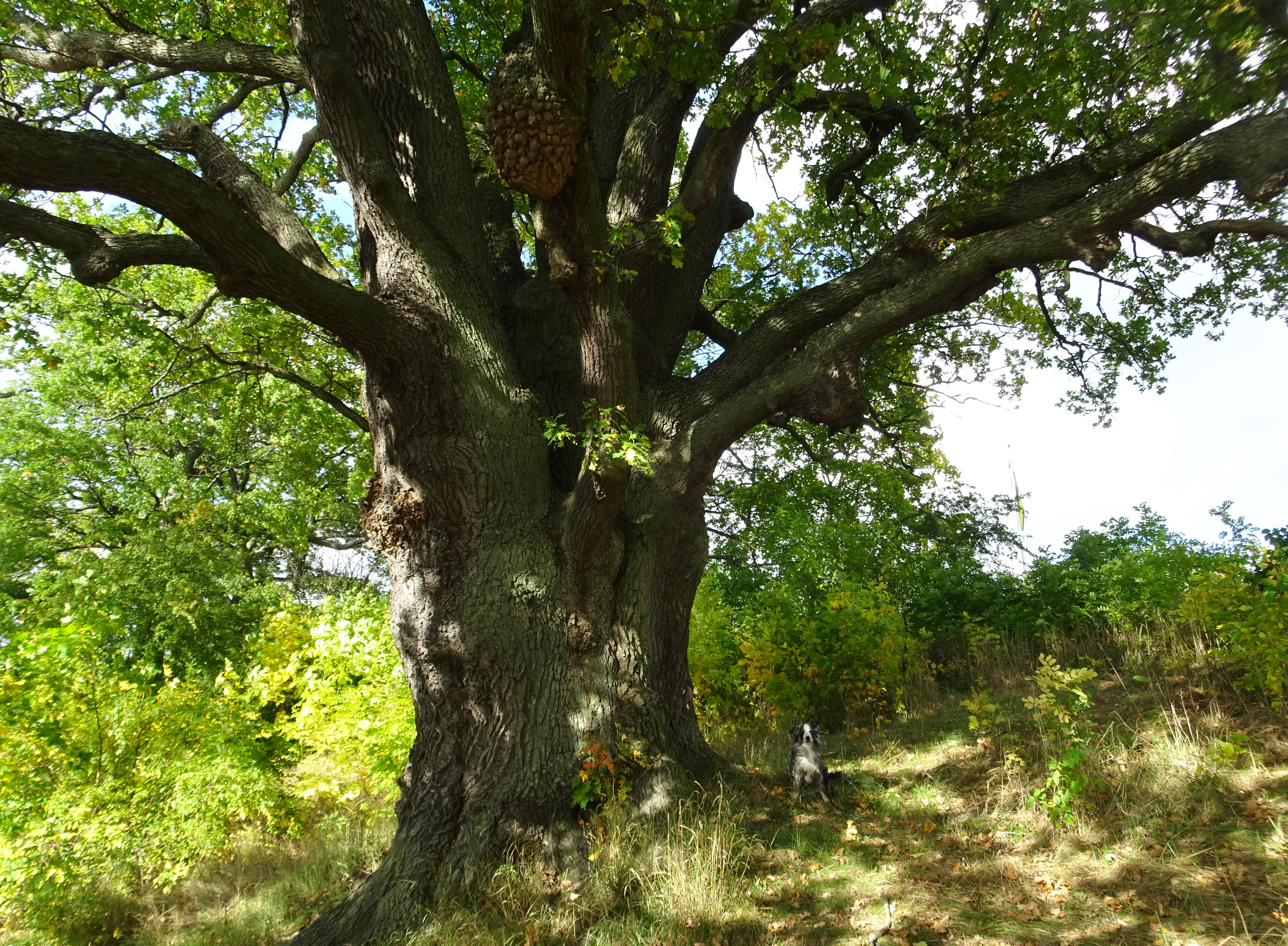
Elfviksleden vid Kyrkviken med Lidingös naturminne, en av två ekar.
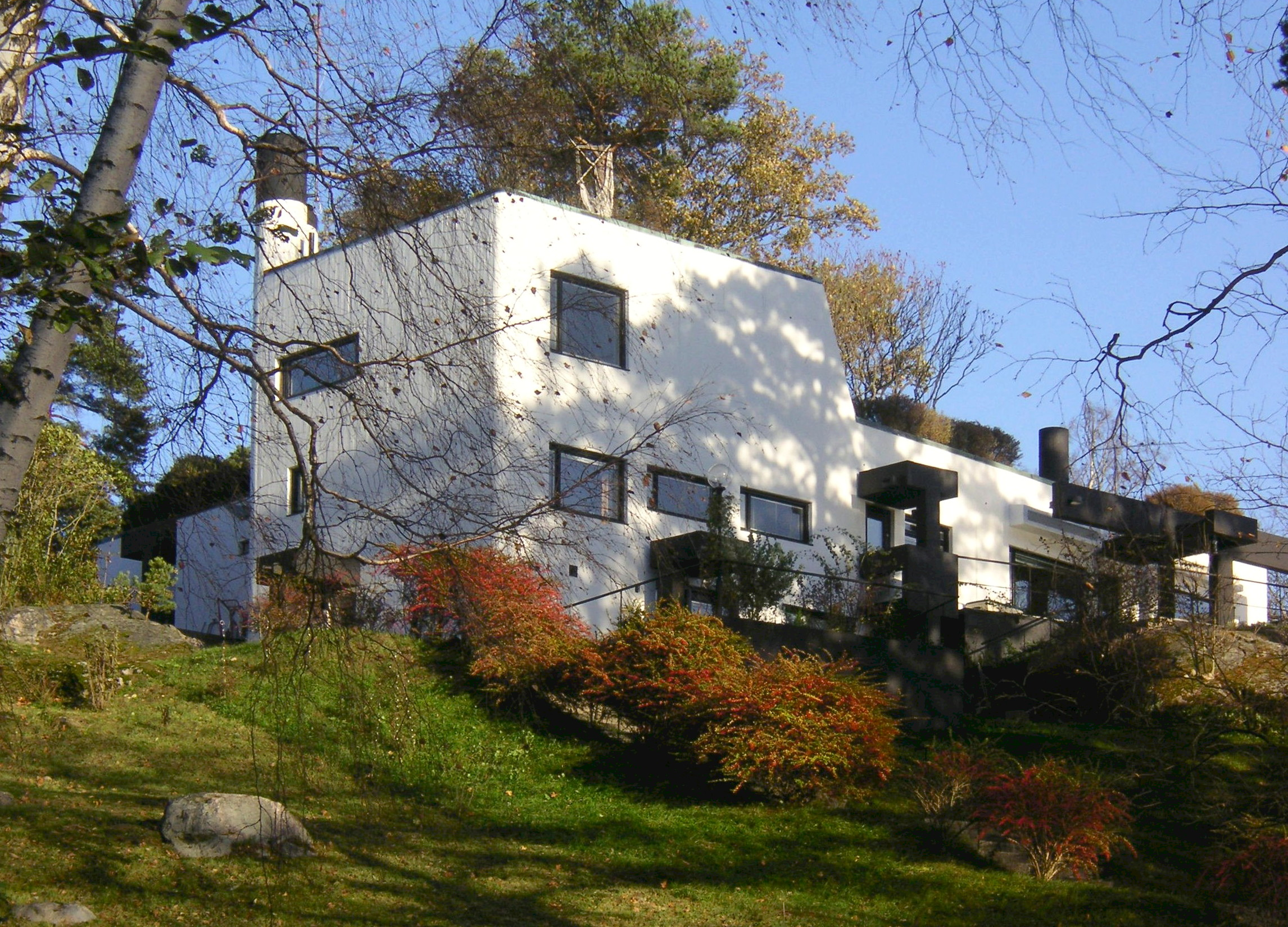
Villa Gadelius sedd från Kyrkviken.
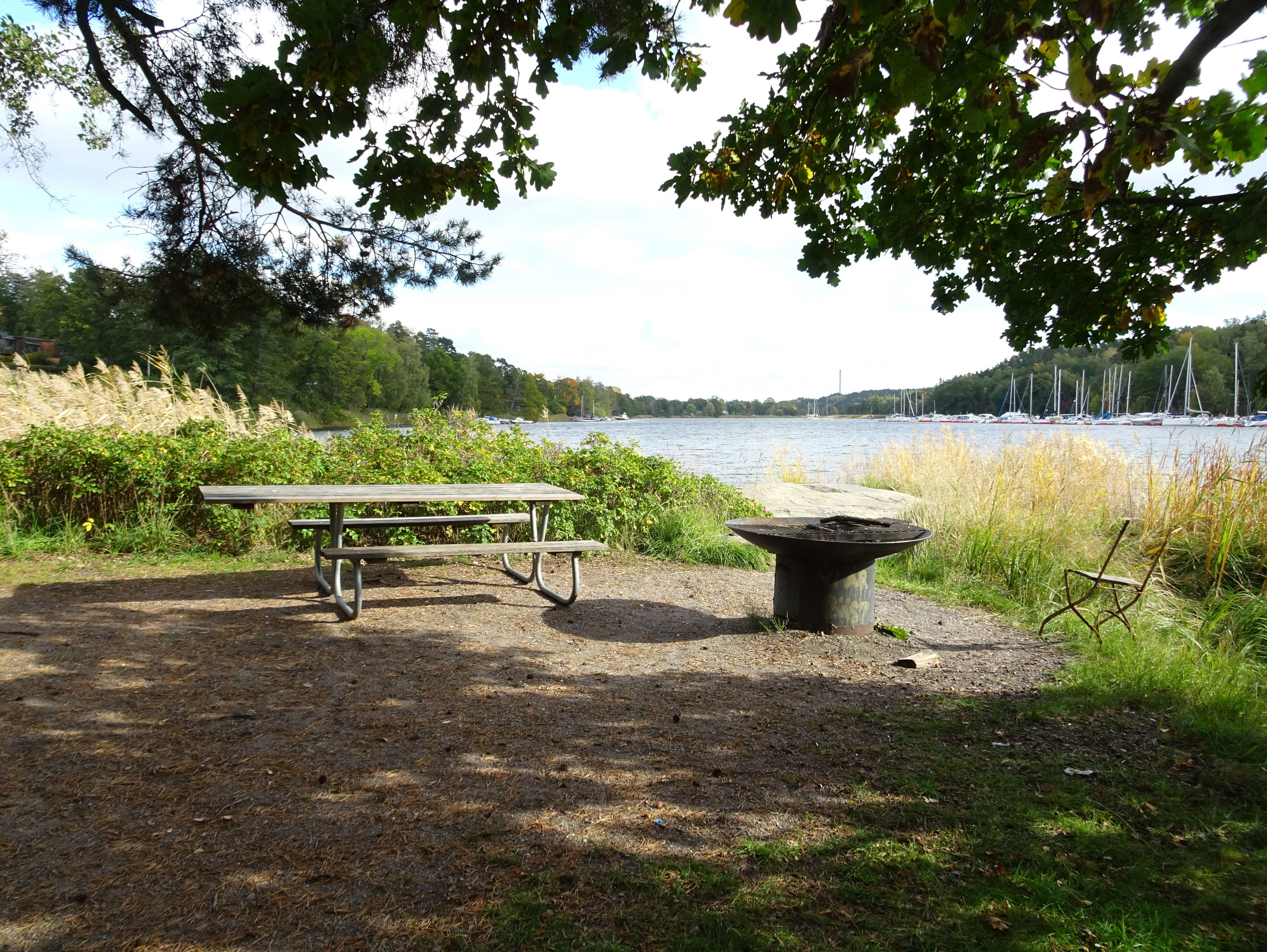
Boholmens grill- och rastplats.
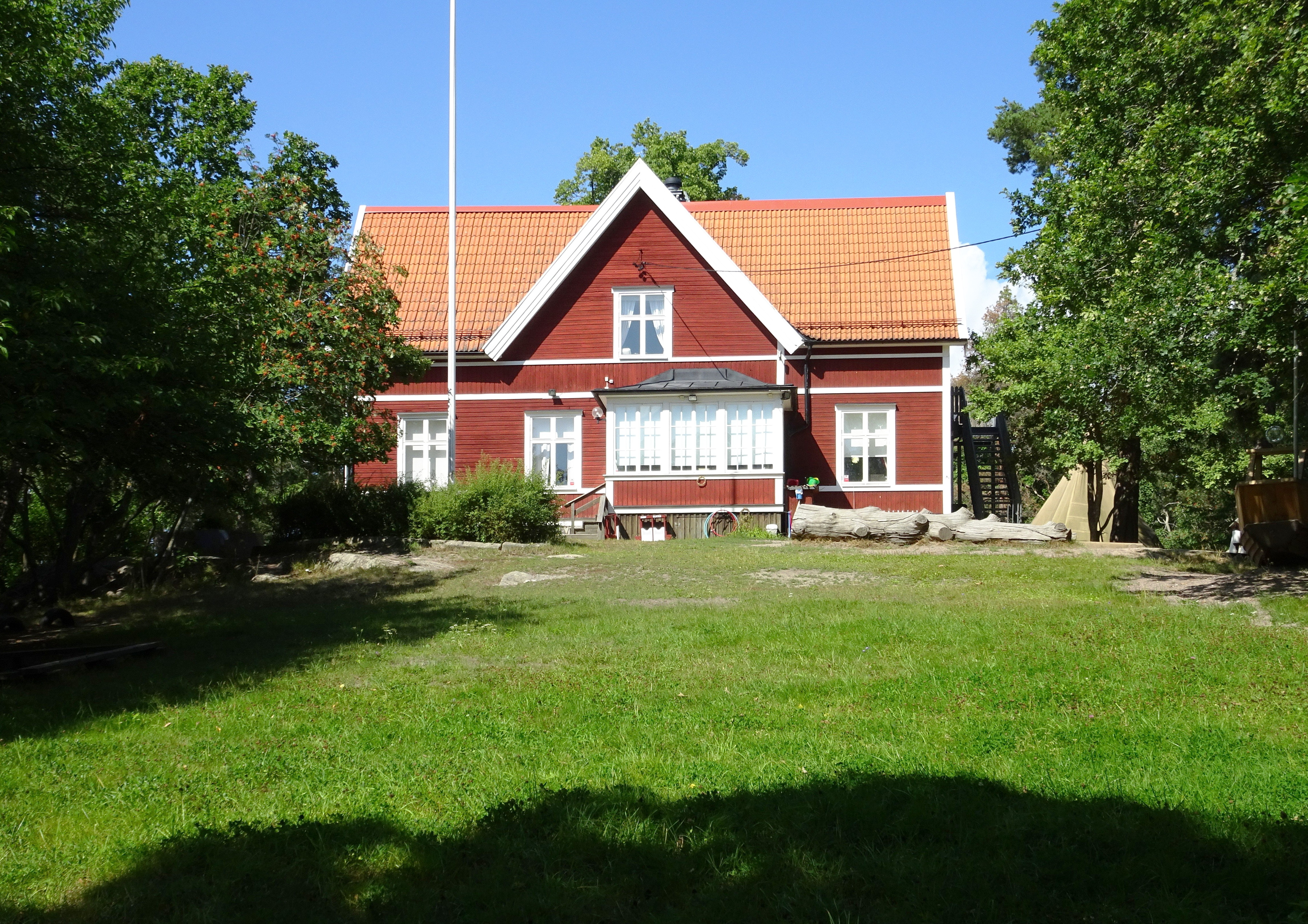
Villa Rudalid sedd från Kyrkviken.
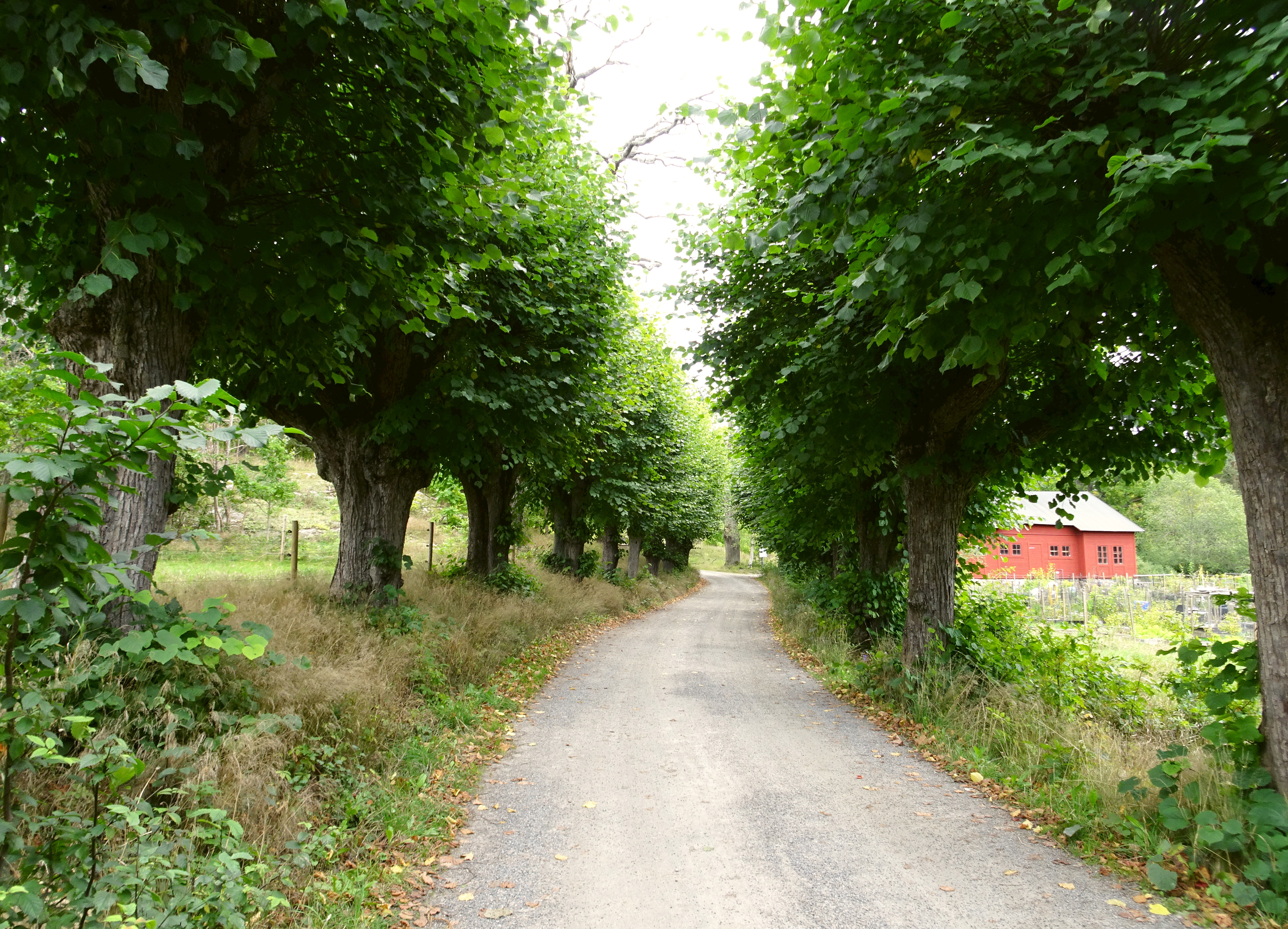
Hustegholms allé, Hjalmar Arwins väg.

### Från Hustegaholm till Kristinehäll
Vandringsleden sträcker sig nu norr om fågelskyddsområdet Gråviken där man från en brygga kan skåda fåglar. Här börjar en mycket lantlig del av vandringen. Vägen slingrar sig mjukt genom ett gammalt odlings- och kulturlandskap vilket en gång i tiden tillhört gårdarna Västra Yttringe och Östra Yttringe. Västra Yttringe gård ägs av Iranska staten och inhyser, gömt bakom höga staket, Irans ambassad i Stockholm. Östra Yttringe gård är privatbostad. En informationstavla vid vägen gör uppmärksam på Östra Yttringe gamla tomt, numera ett fornminne. Här finns bebyggelselämningar efter av fem husgrunder och två källargrunder. Strax före Östra Yttringe gård med huvudbyggnad från 1801 svänger leden söderut och går förbi sommarvillorna Fredrikshäll, Bellevue och Kristinehäll. Högt upp till vänster, intill Elfviksvägen syns Oskarshäll och Hustega gård. Hustega införlivades i slutet av 1800-talet med Östra Yttringe. 1894 revs den ursprungliga mangården och ersattes av nuvarande sommarvilla.

Hustegaholm – Kristinehäll
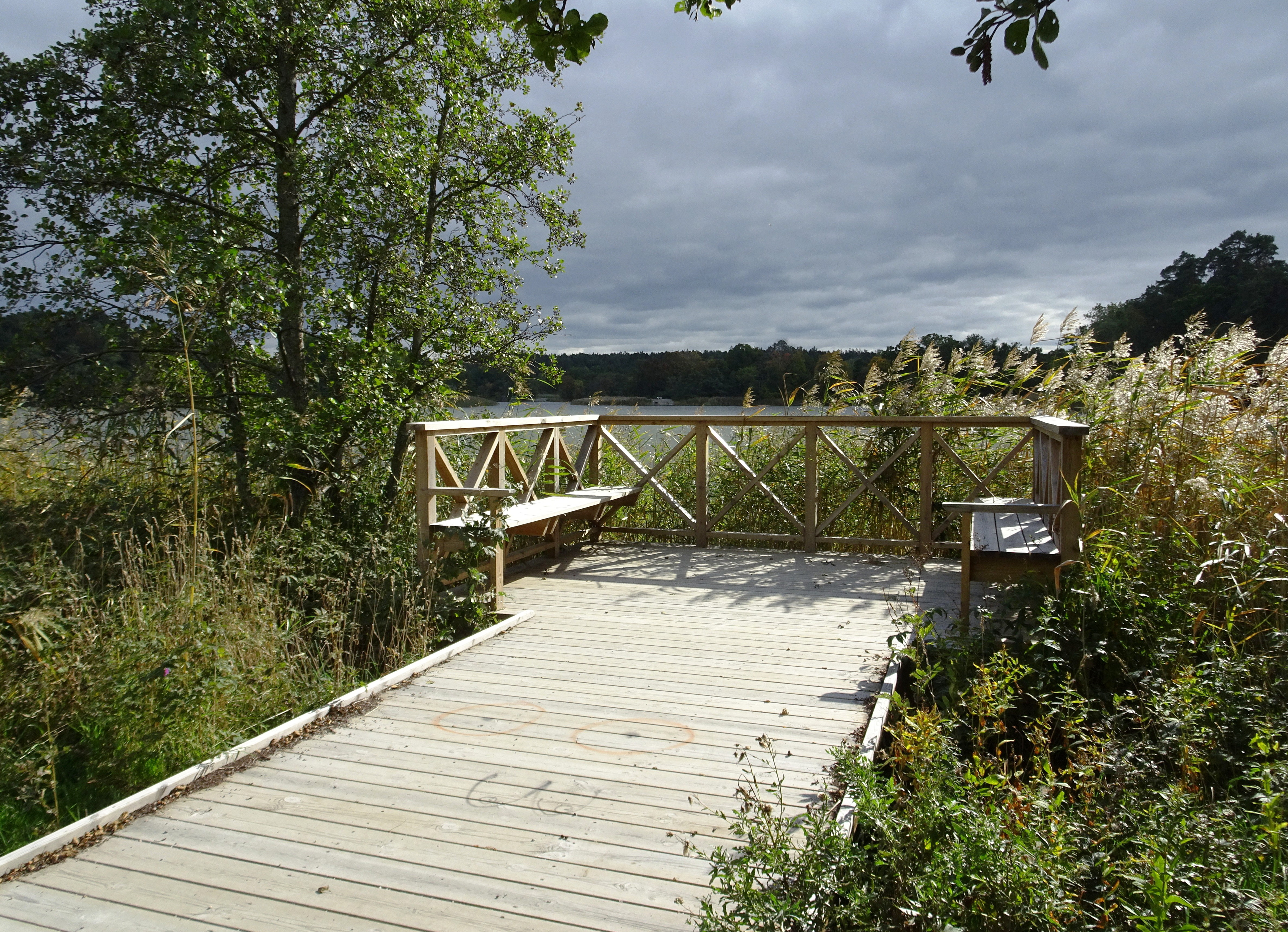
Brygga för fågelskådning vid Gråviken.
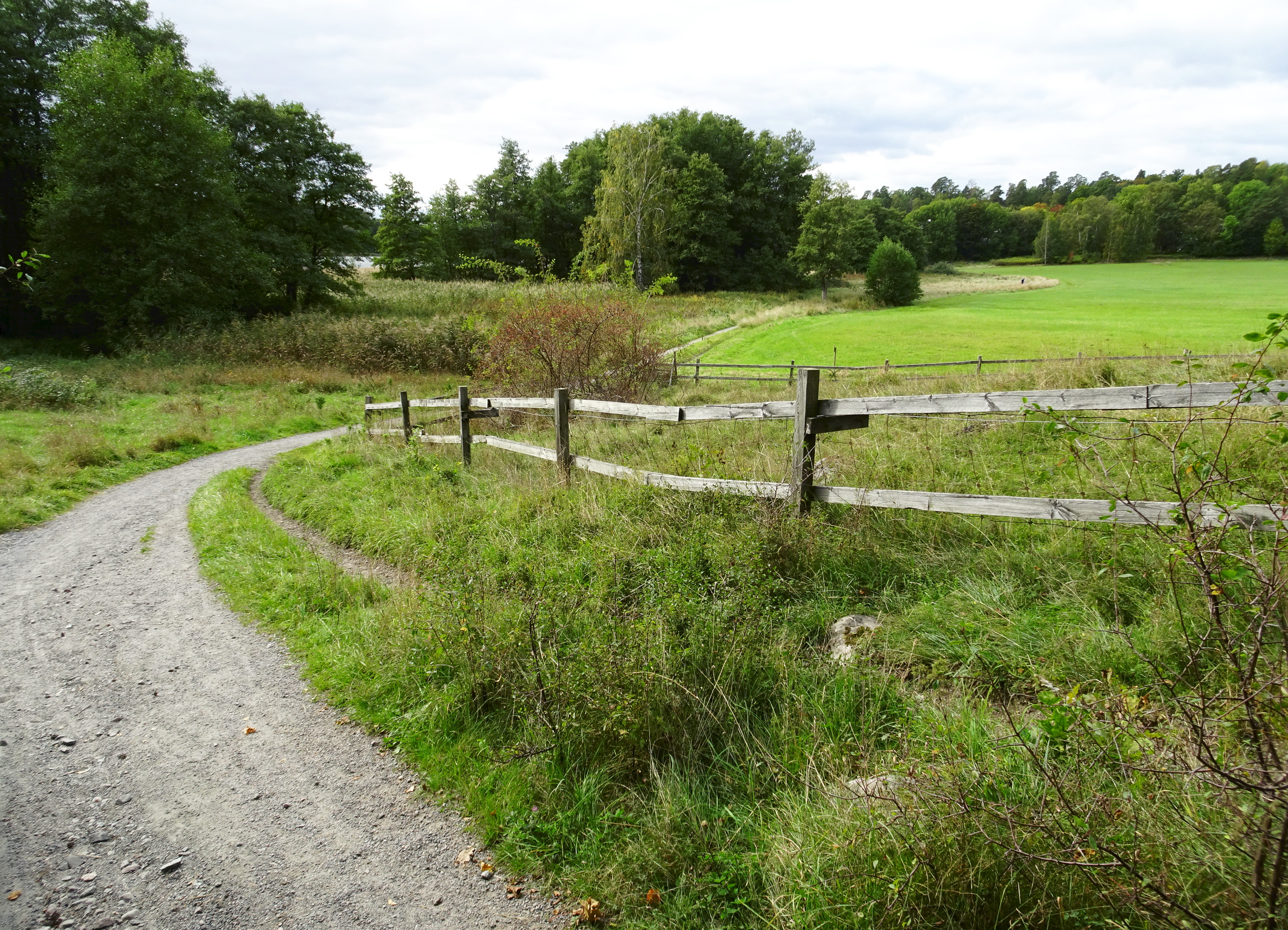
Yttringes kulturlandskap, till vänster skymtar Gråviken.
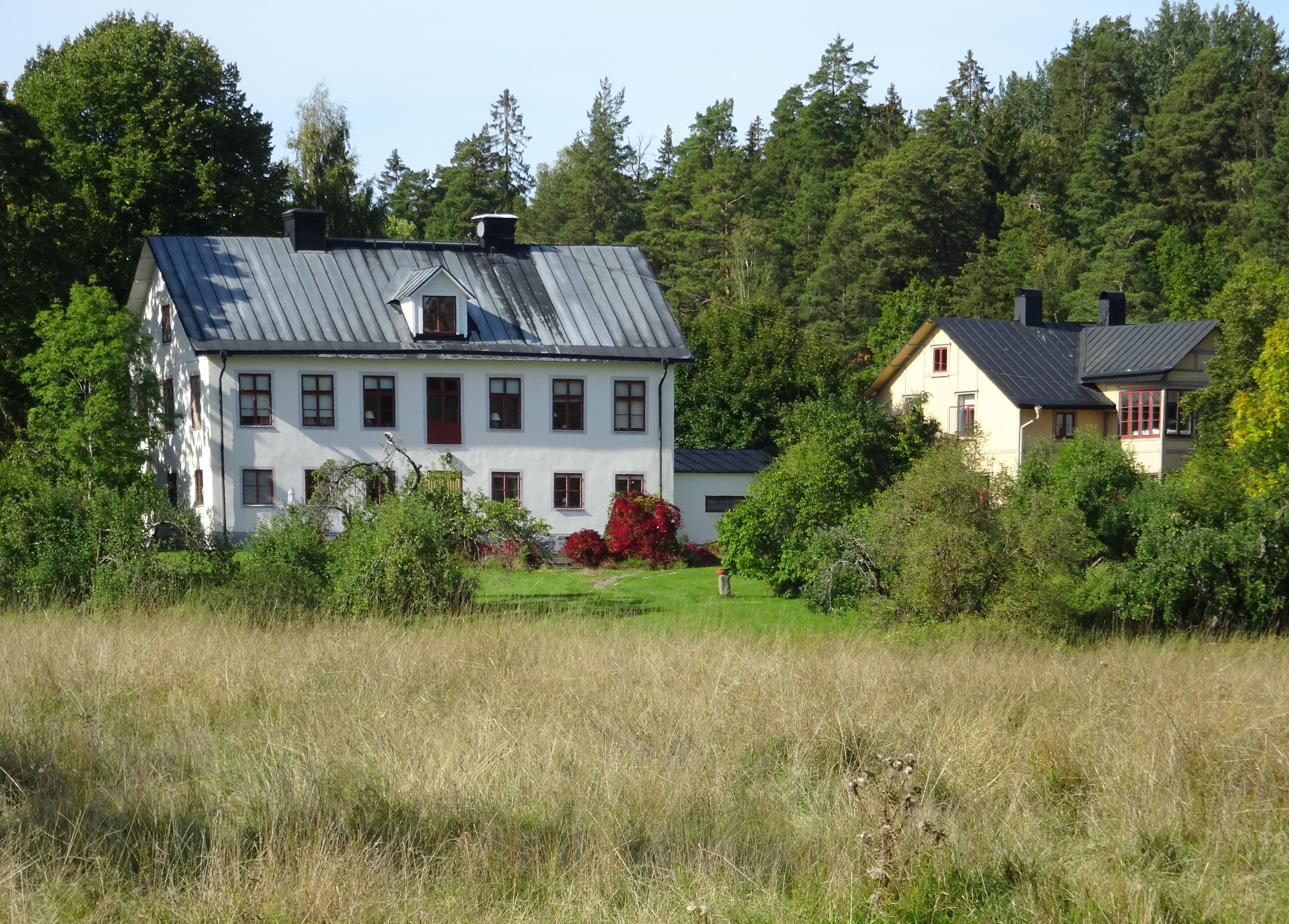
Östra Yttringe gård med förvaltarvillan till höger.
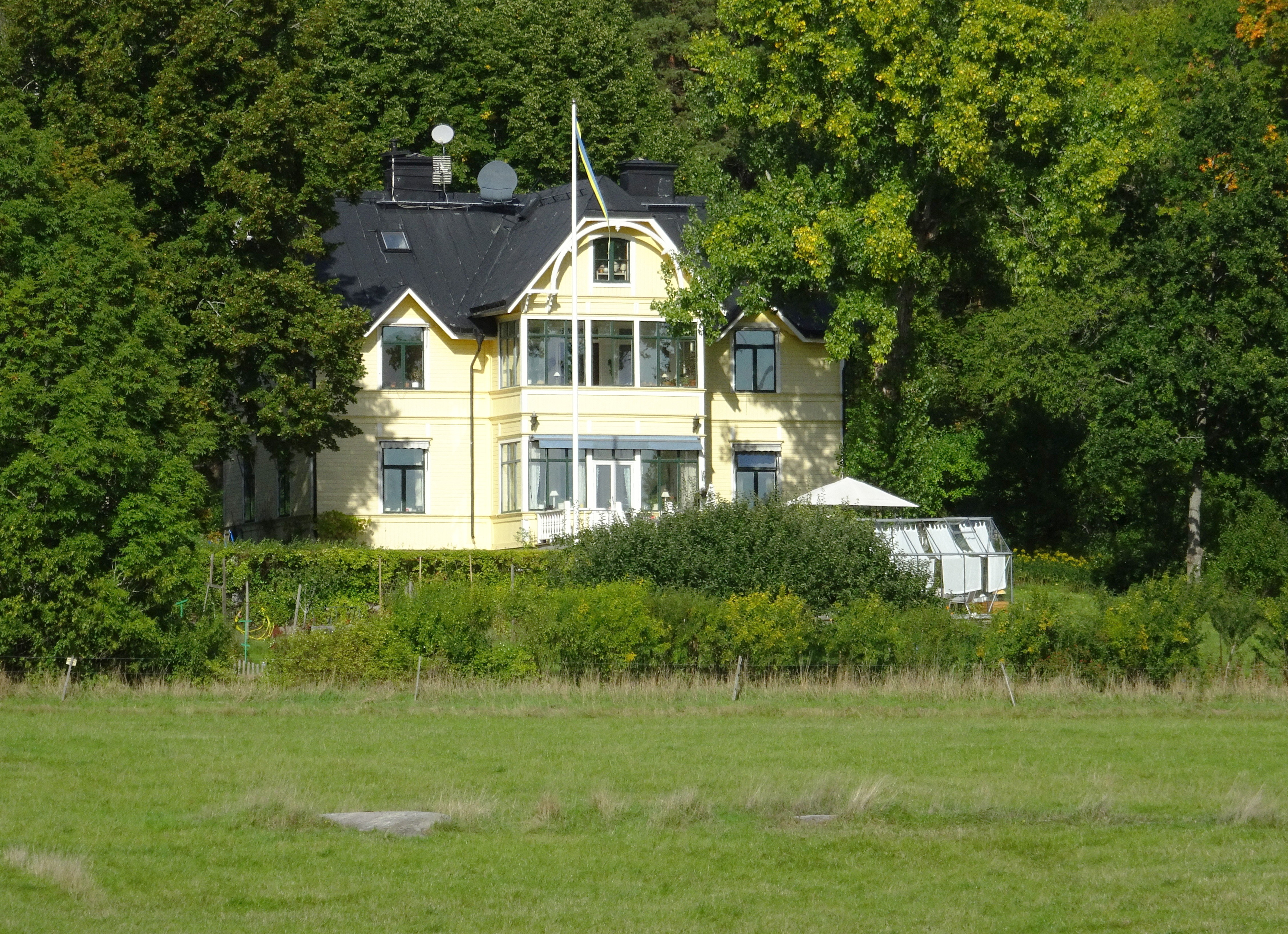
Hustega gård, sommarvilla från 1894.
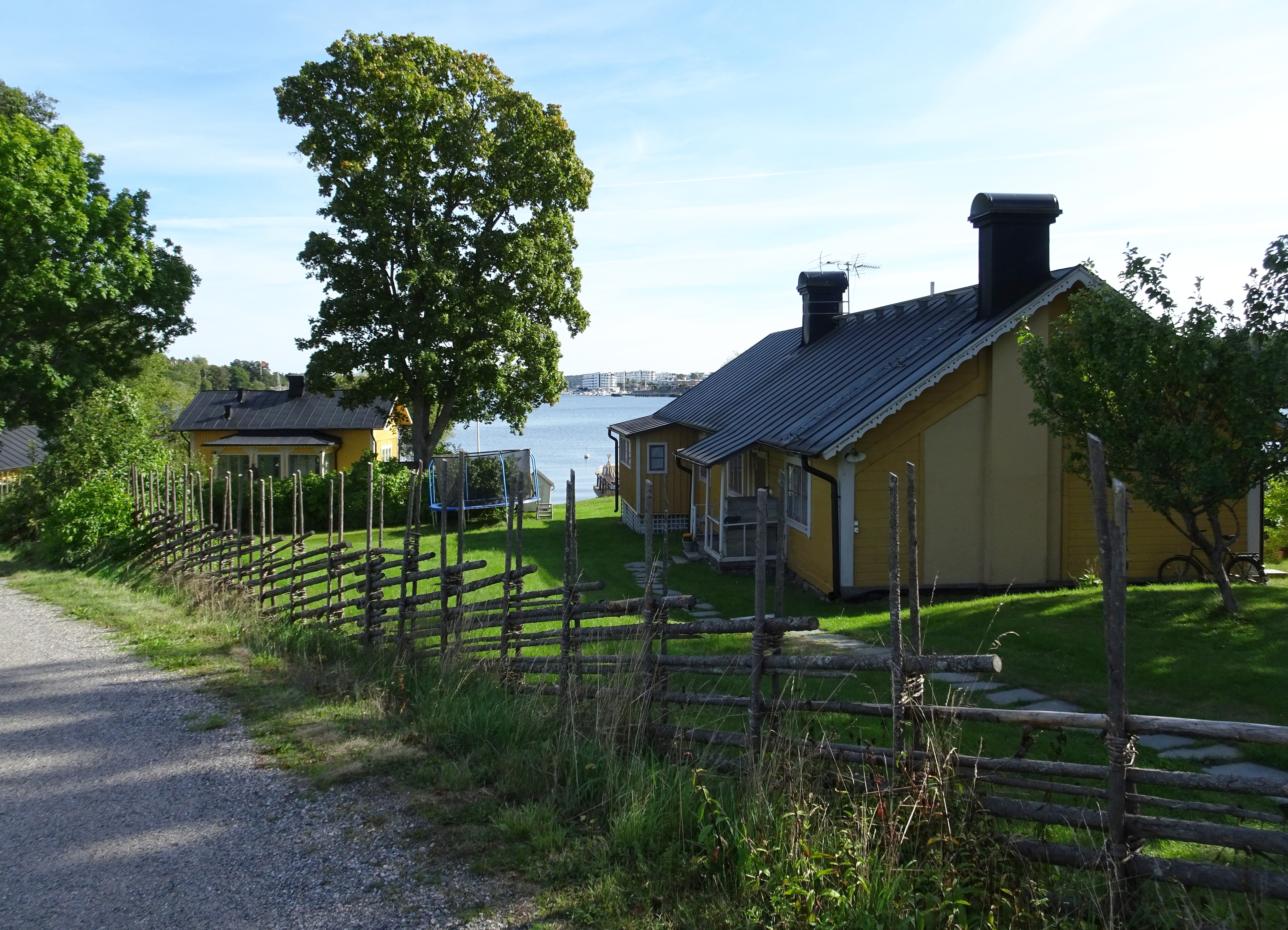
Elfviksleden vid Kristinehäll.

### Från Kristinehäll till Elfvsviks udde
Vandringsleden följer sedan Hustegafjärdens norra strand, förbi bostadsområdet Furutorp. Till höger, på fjärdens södra sida, syns Gåshaga med Gåshaga brygga och på vänstra sida märks konferensanläggningen Skogshem & Wijk Meetings Events, ritad 1958 och 1969 av arkitekt Anders Tengbom för SAF. Därefter dyker ytterligare en intressant byggnad upp, Villa Kullen med bevarat badhus vid stranden, ritad 1894 av arkitekt Isak Gustaf Clason. 
Efter Rönneberga kurs- och konferensanläggning och Villa Söderås når man slutligen Elfviks gård som gav namn åt vandringsleden. Långt upp på Elfviks gårds herrgårdspark syns själva huvudbyggnaden från 1800-talet och med anor från 1700-talet. Stället besöktes ofta av Carl Michael Bellman, 1788 av honom omskriven i den så kallade Lidingösången. Gårdens ekonomibyggnader ligger ovanför (norr om) huvudbyggnaden och vid stranden står gårdens rödmålade tvättstuga och båthus. Gården ägs av Lidingö kommun och är det enda aktiva jordbruket på Lidingön.
Här lämnar man Hustagafjärdens strand för att gå mot norr och runda den stora konferensanläggningen Blue Hotel, byggd mellan 1966 och 1969 som kursgård för IBM efter ritningar av ELLT arkitektkontor. Från hotellet leder en lång trappa ner till Elfviksledens strandpromenad. På vägen passerar man Villa Elfviks udde uppförd 1911 för finansmannen  Jonas Kjellberg efter ritningar av Ragnar Östberg.
På Elfviks udde står ett ekotempel, ursprungligen uppfört omkring sekelskiftet 1900 för Albert Janse, dåvarande ägare av Elfviks gård. Byggnaden nyttjas idag av Blue Hotel. På udden har vandringsleden nått sitt mål. Strandstigen vid Elfviks udde är Lidingöns ostligaste väg som bjuder på skärgårdsnatur med vida vyer över Höggarnsfjärden och Stockholms inlopp, där bland annat finlandsfärjorna passerar.

Kristinehäll – Elfviks gård
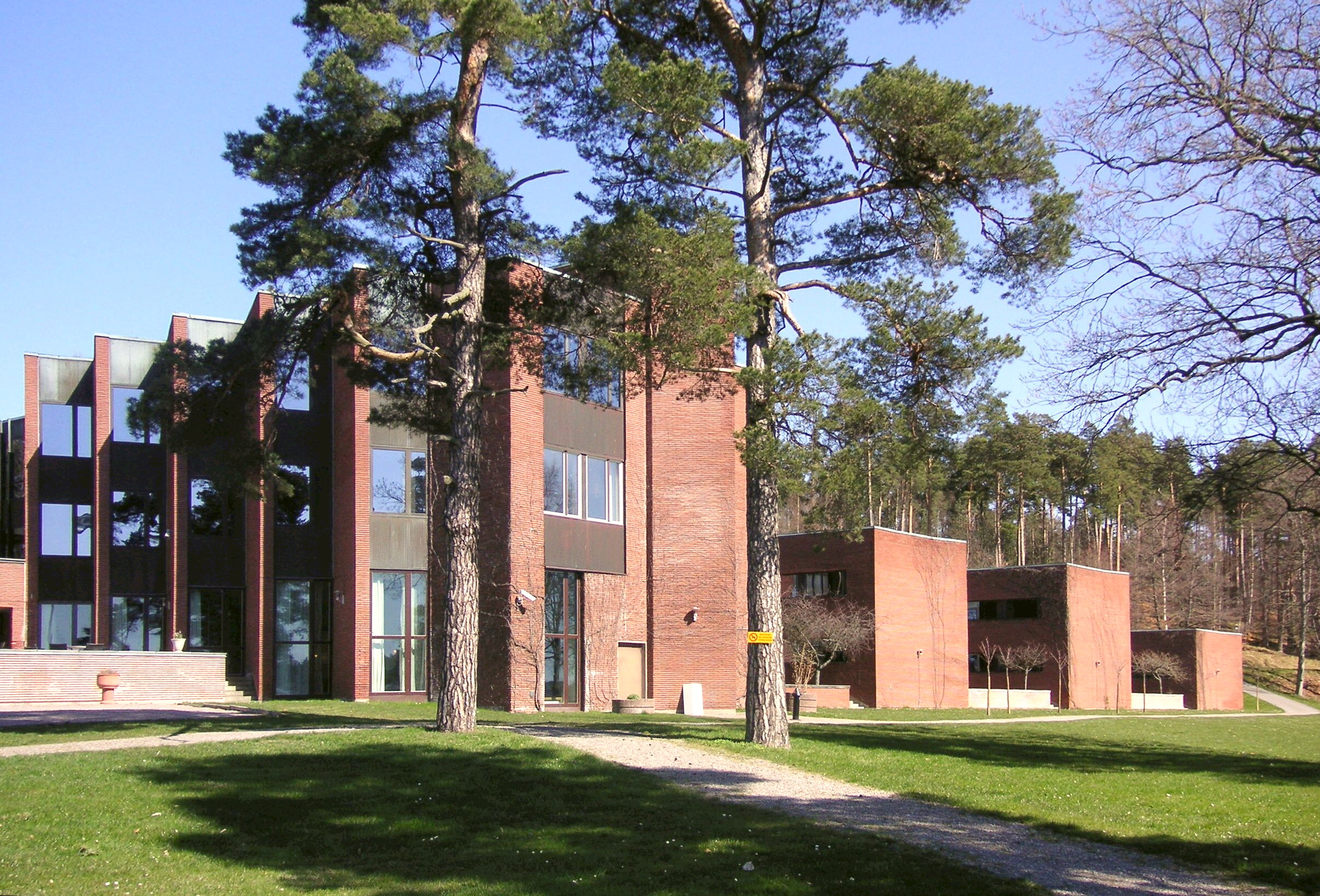
Skogshem & Wijk Meetings Events.
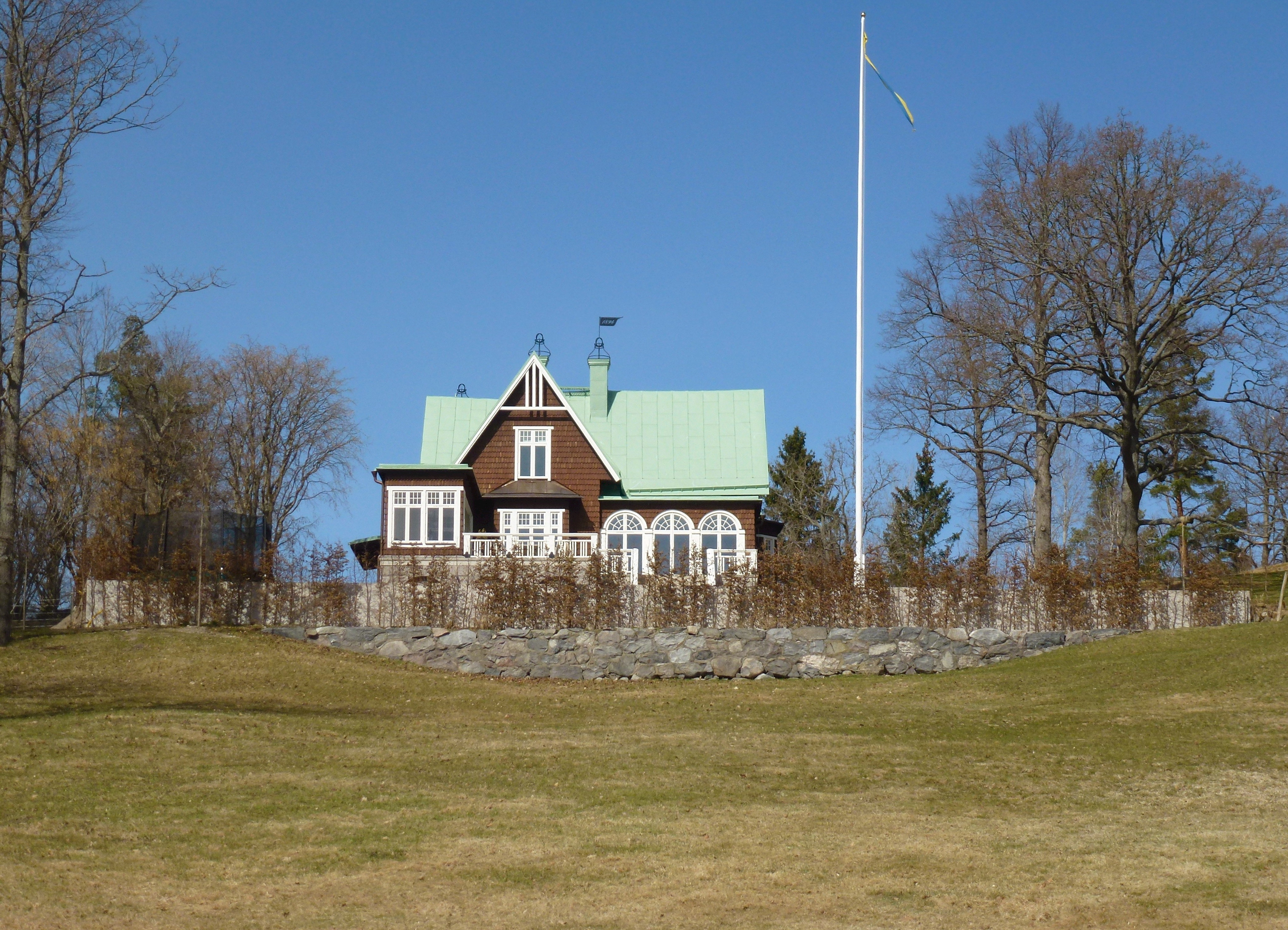
Villa Kullen.
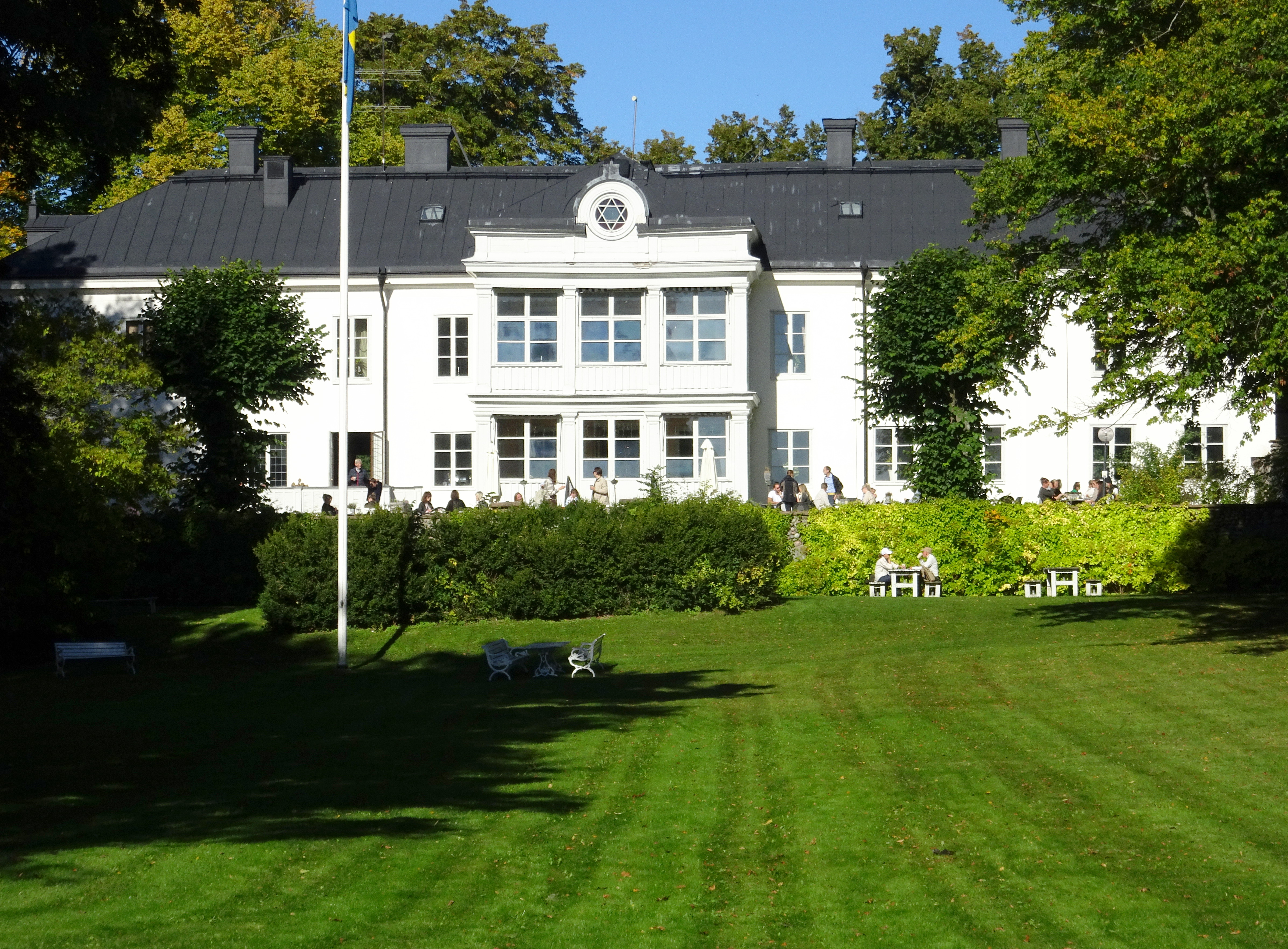
Elfviks gårds huvudbyggnad.
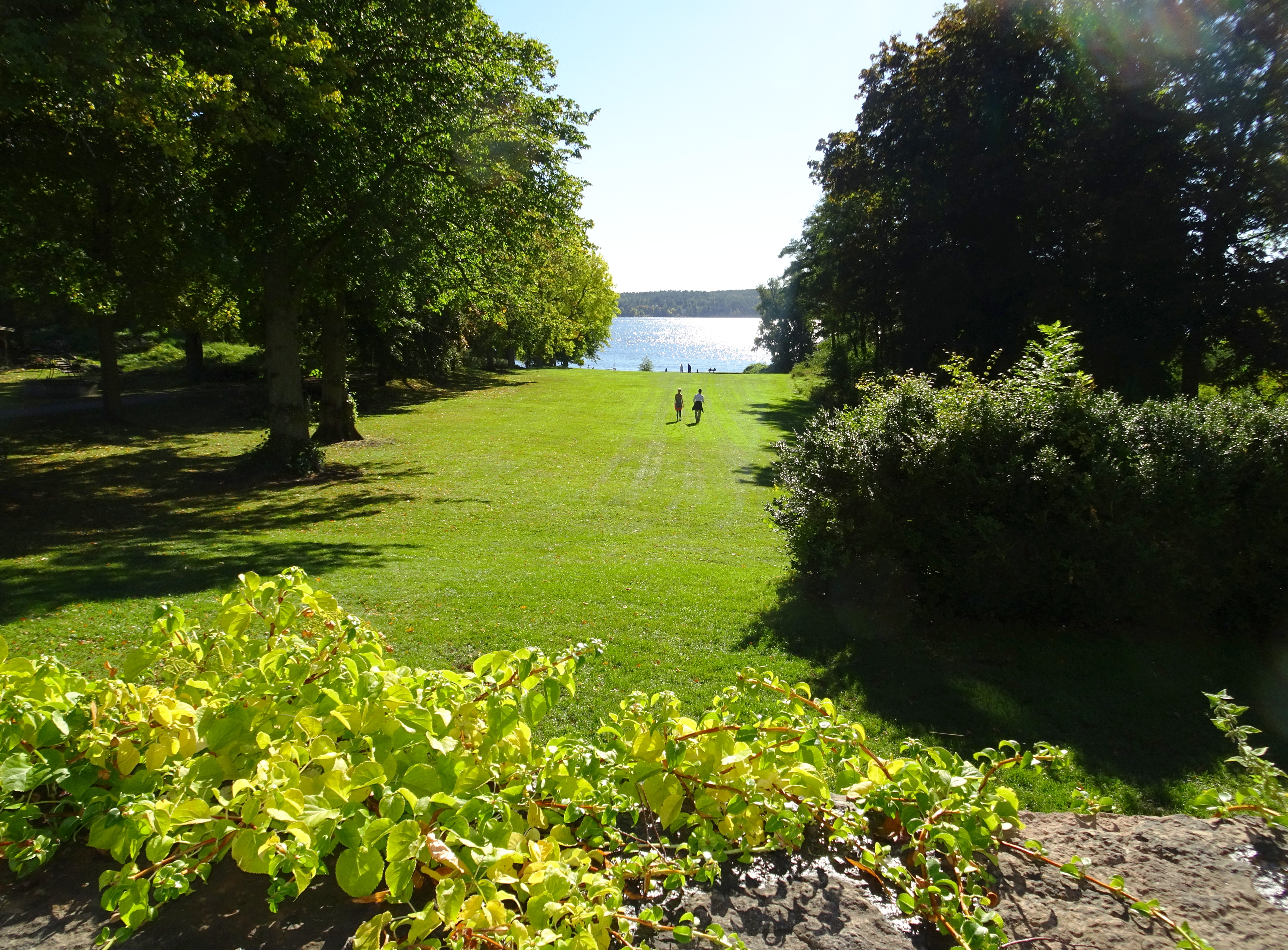
Elfviks gårds herrgårdspark, vy söderut.
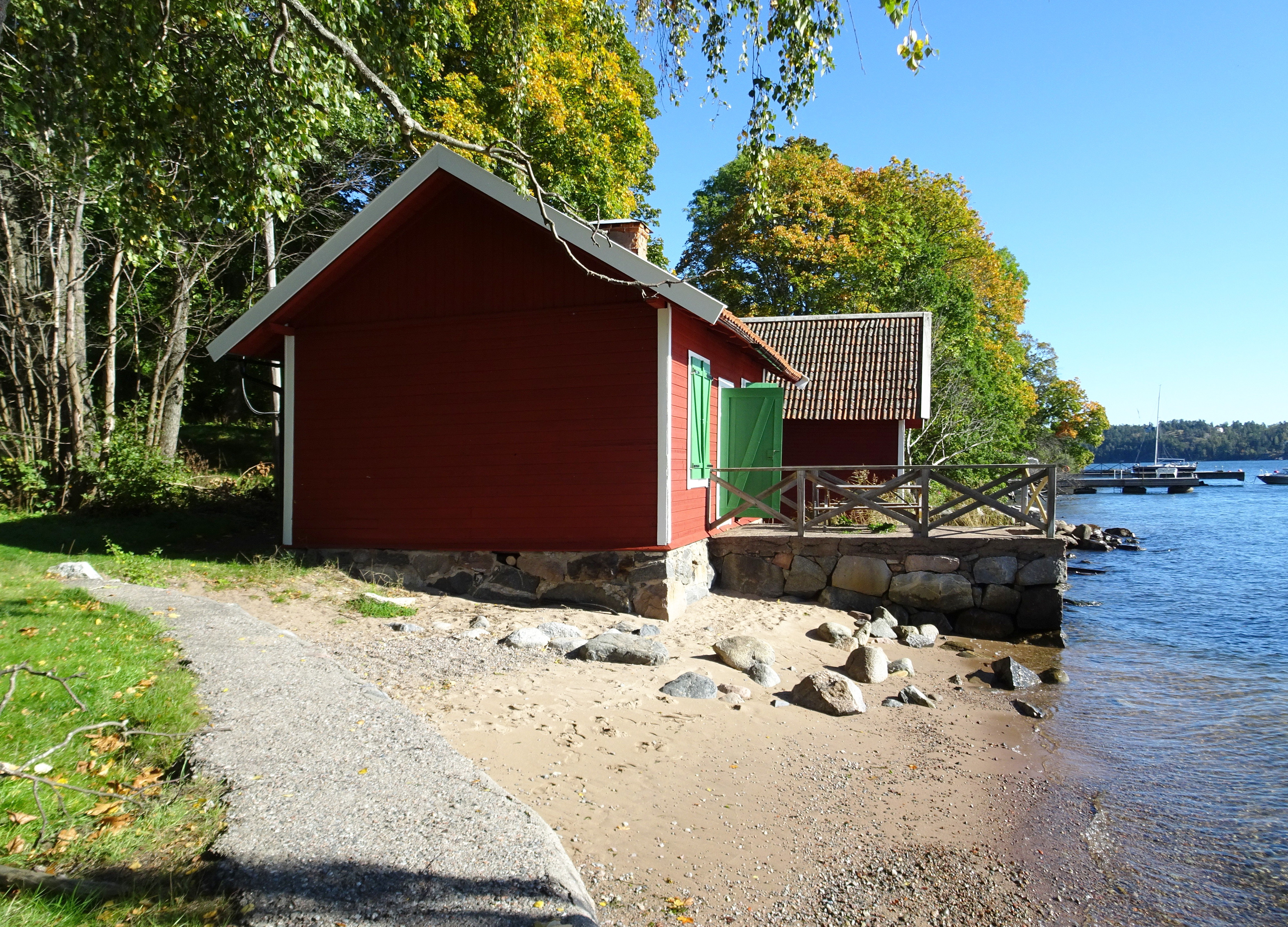
Elfviks gårds före detta byk- och båthus vid Hustegafjärden.

Elfviks udde
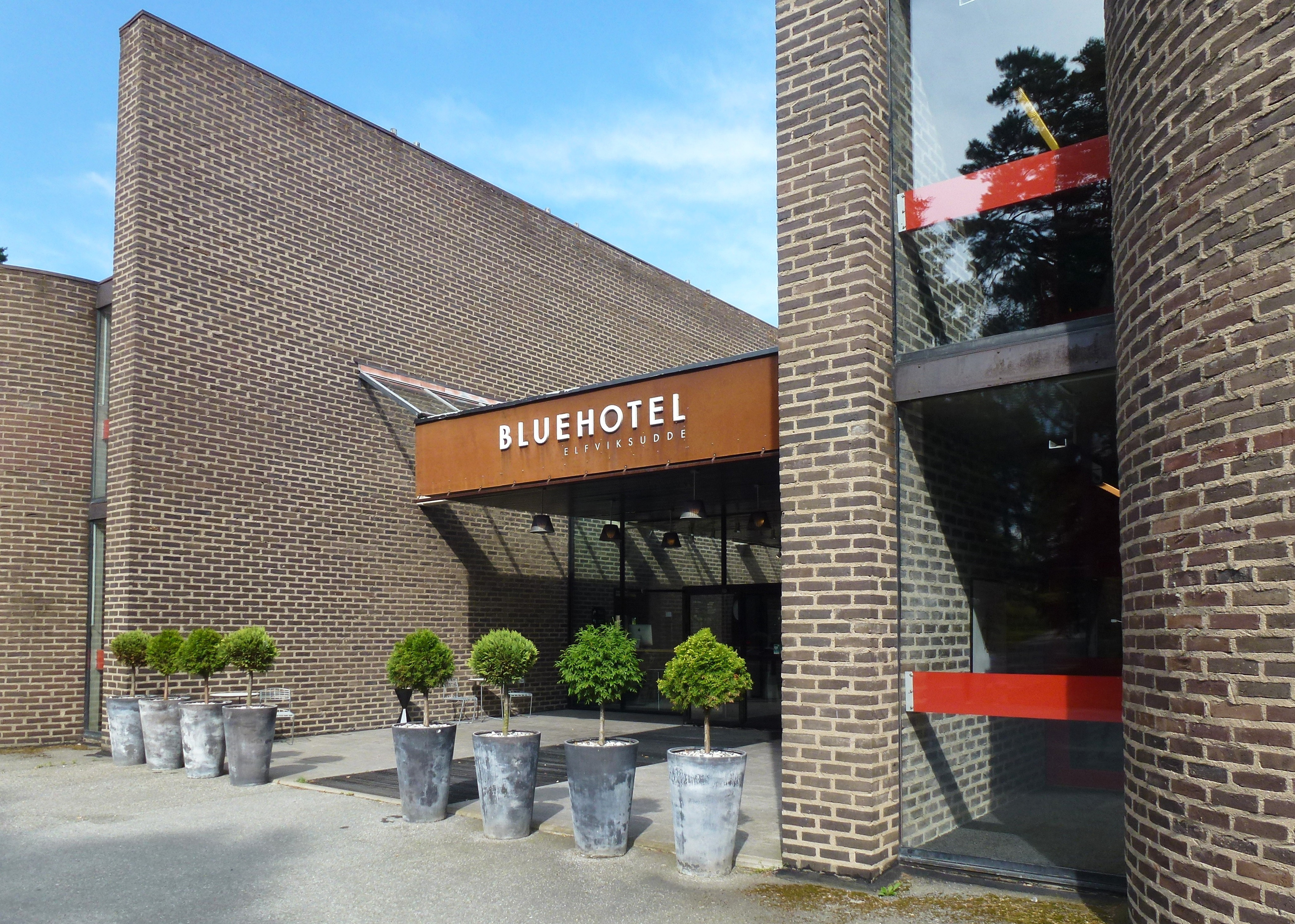
Blue Hotel.
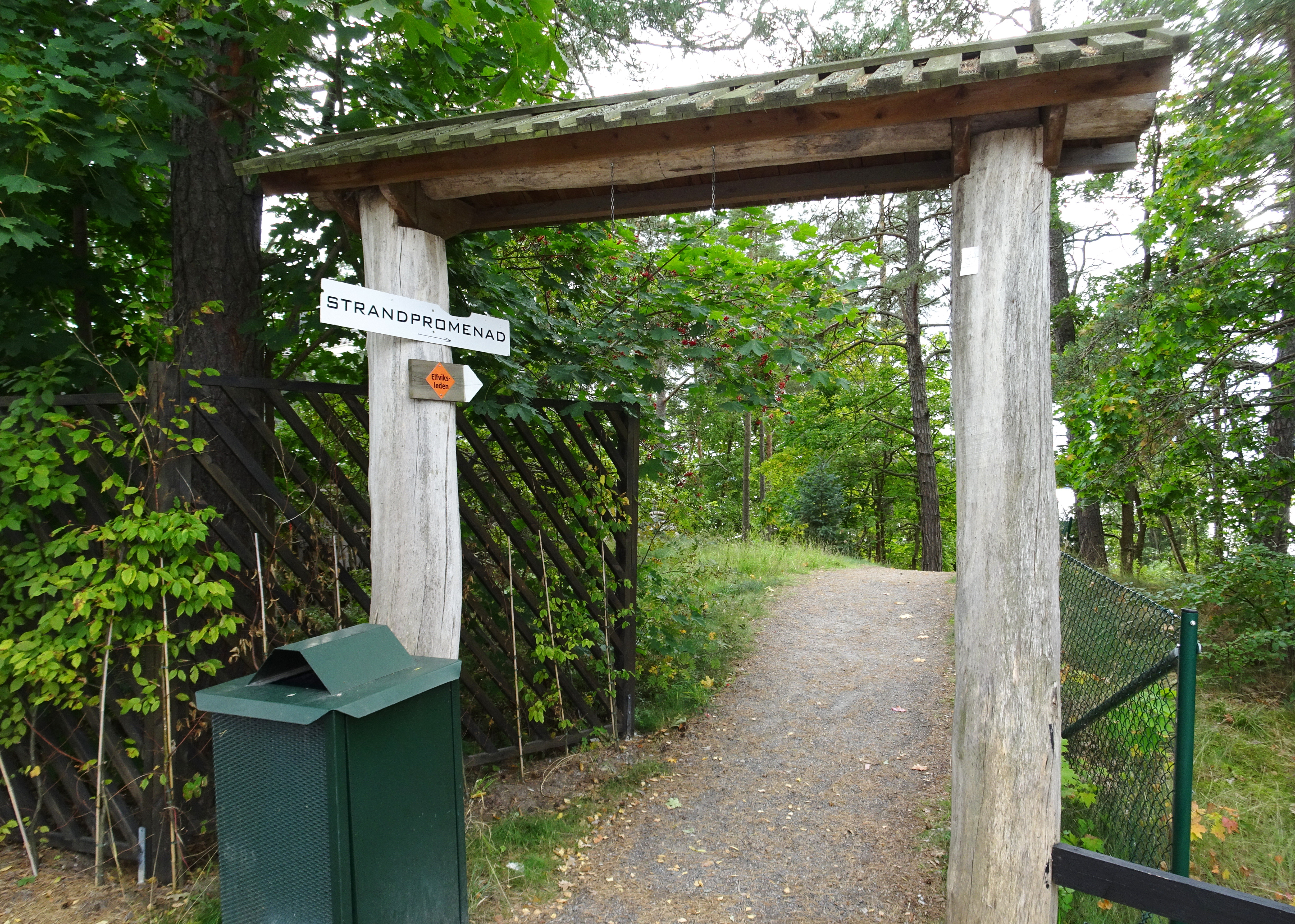
Vägvisare till Elfviksledens strandpromenad.
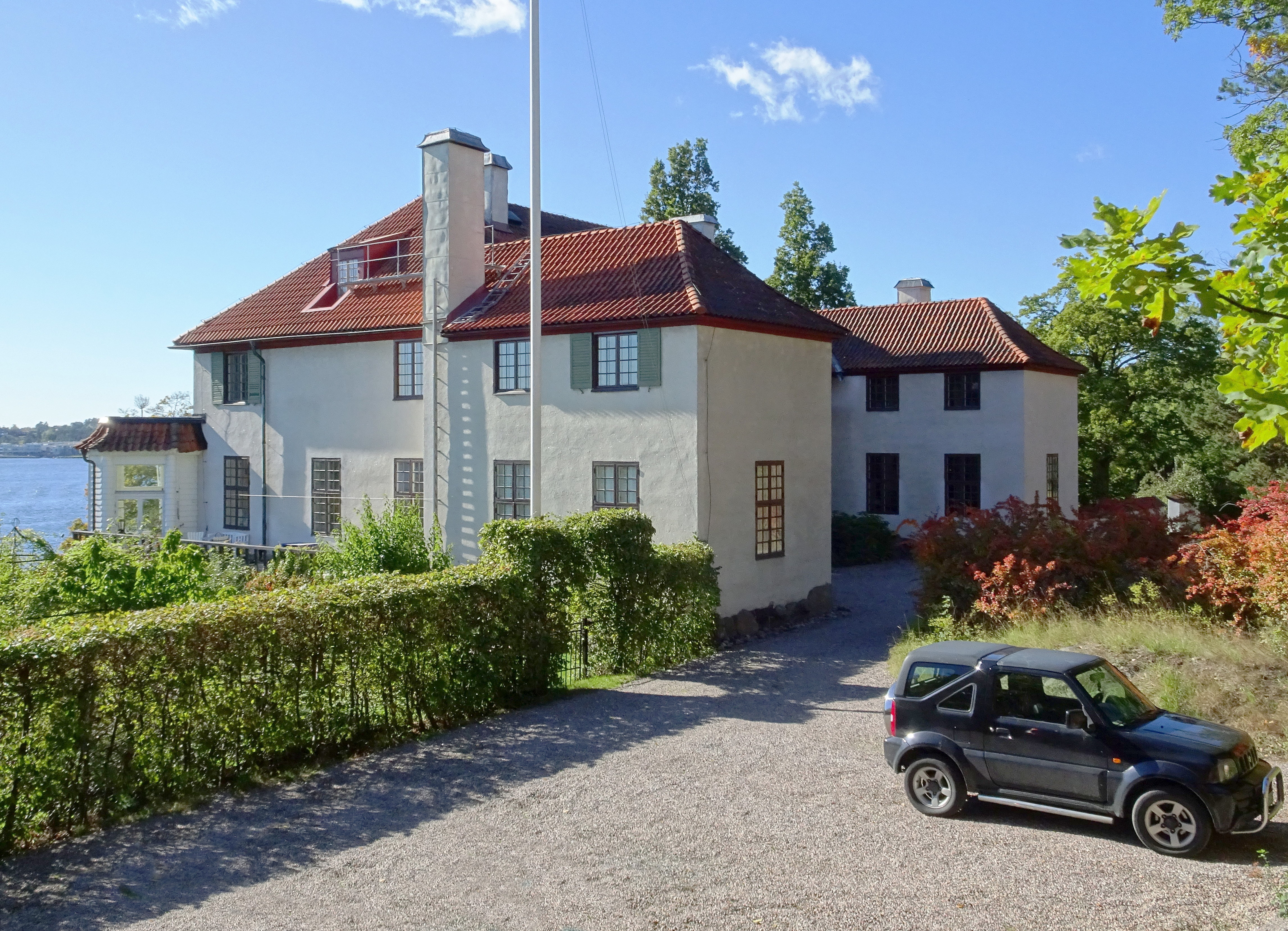
Elfviksleden vid Villa Elfviks udde.
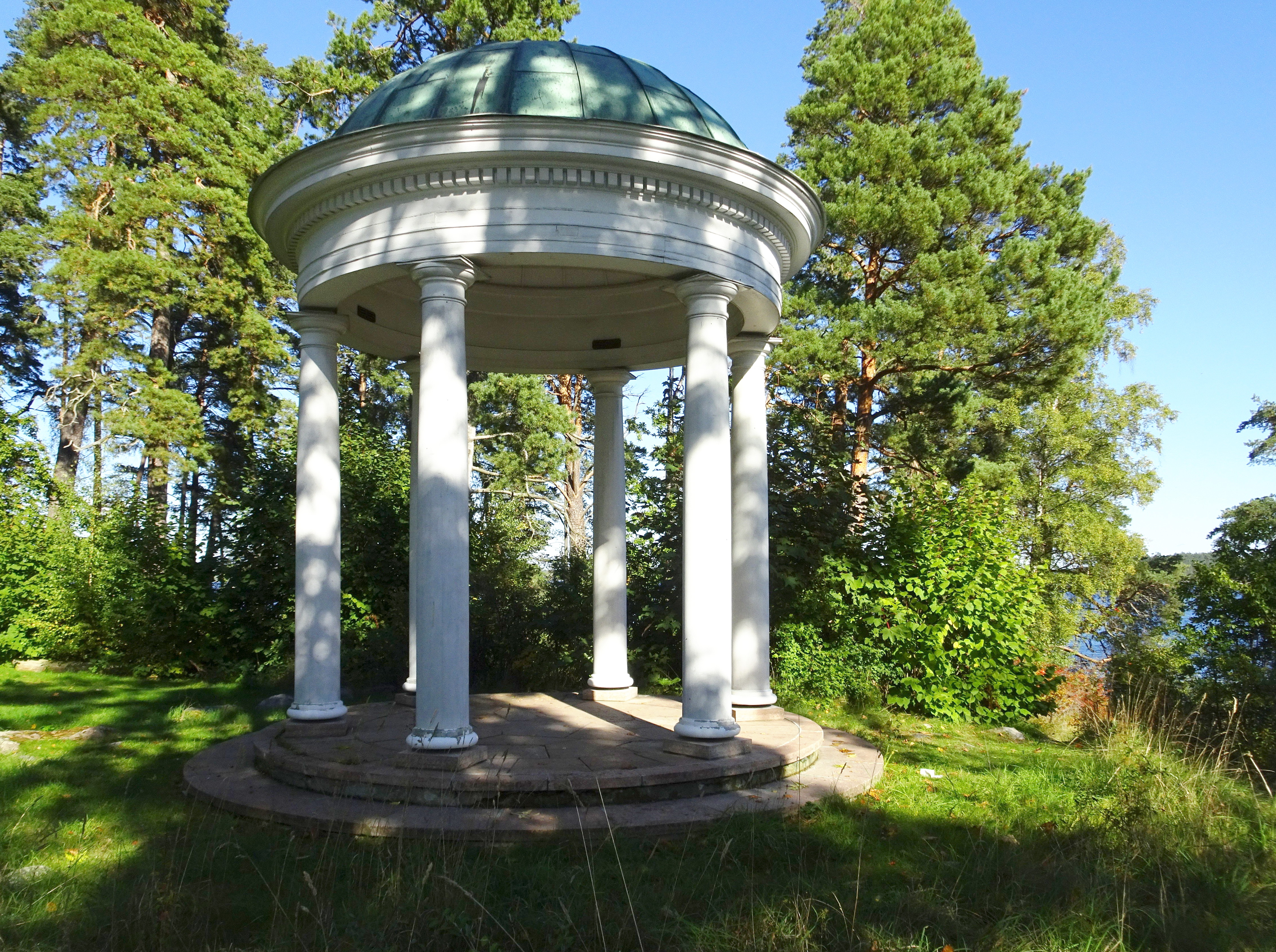
Ekotemplet på Elfviks udde.
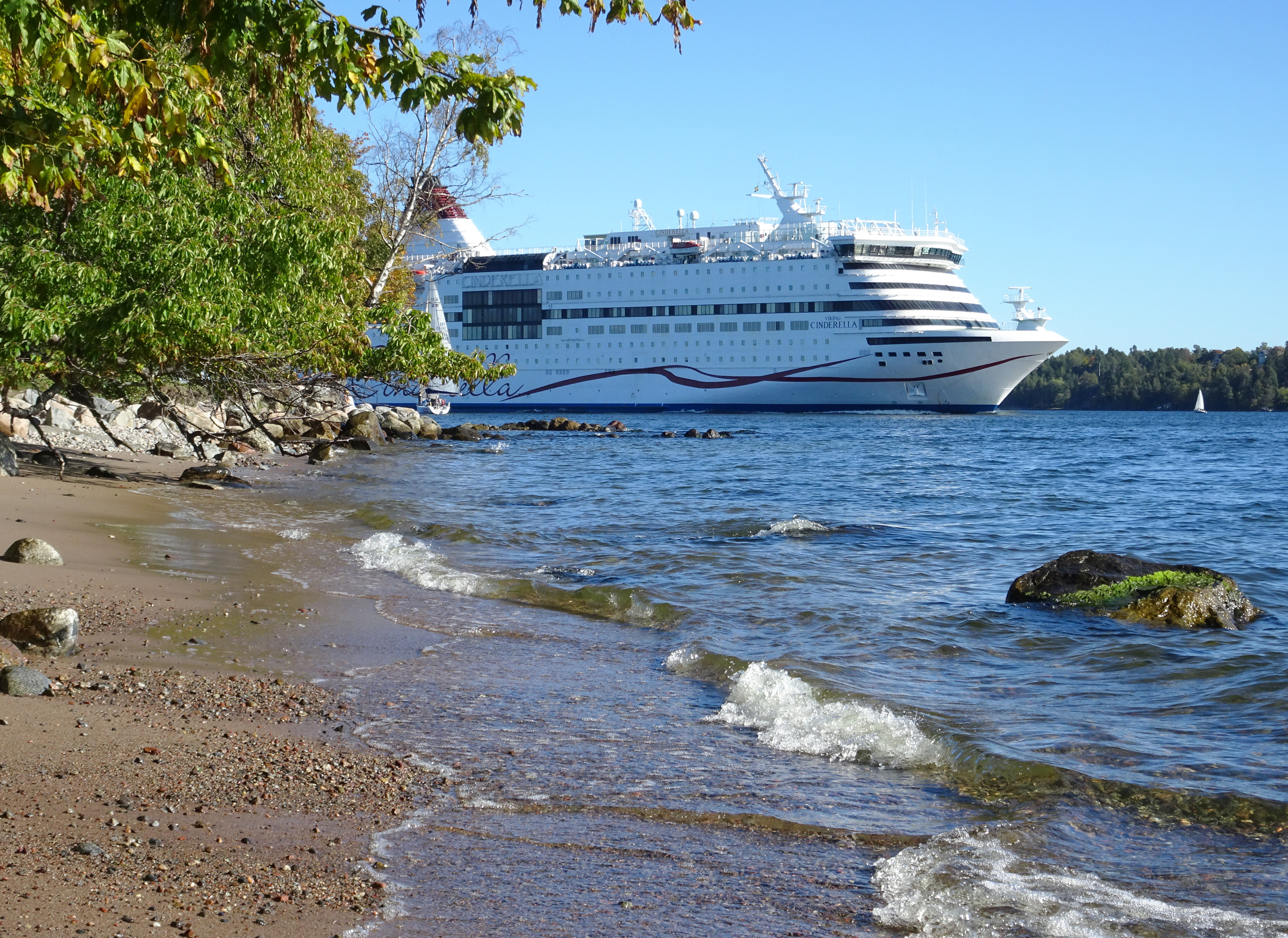
Elfviks udde, Lidingöns ostligaste punkt med Höggarnsfjärden i fonden.

## Andra sjönära vandringar i Stockholms län
- Aspens naturstig (7,5 km)
- Brunnsviken runt på Hälsans stig (11 km)
- Bornsjöns natur- och kulturstig (11 km)
- Djurgårdsbrunnsviken runt på Hälsans stig (7 km)
- Flaten runt  (7,2 km)
- Gömmarrundan (3,5 km)
- Havtornsuddslingan (4,5 km)
- Judarskogens naturstig (2,2 km)
- Källtorpssjön runt (5 km)
- Liljeholmen och Gröndal runt på Hälsans stig (8 km)
- Måsnarenleden (12 km)
- Mälarpromenaden (4,8 km)